# Маницький юрт
Маницький юрт — юрт у складі Черкаського округу області Війська Донського.
Маницька станиця тепер розташована у Багаєвському районі; решта земель юрту розташована у Задонні, на теперішньому півдні Багаєвського та на заході Веселівського районів.
До юрту належали поселення (з даними на 1859 рік):
- Маницька — козацька станиця положена над річкою (Західний) Манич біля її впадіння у Дон за 30 верст від Новочеркаська; 560 дворових господарств; 2458 осіб (1425 чоловіків й 1033 жінок); православна церква; 2 ярмарки; 2 рибальські ватаги;
- Малозападенський (Мала Западенка) — козацький хутір положений над Малозападенським озером за 60 верст від Новочеркаська; 43 дворових господарств; 585 осіб (300 чоловіків й 285 жінок);
- Комишувацький — козацький хутір положений над Комишуватою балкою за 55 верст від Новочеркаська; 10 дворових господарств; 123 осіб (60 чоловіків й 63 жінок); православний молитовний будинок; поштова станція;
- Середньо-Княжий — козацький хутір положений над Княжним єриком за 37 верст від Новочеркаська; 20 дворових господарств; 77 особи (40 чоловіків й 37 жінок).

За даними на 1873 рік у Маницькому юрті було 986  дворових садиб, 20 кибиток й 149 недворових садиб; мешкало 5539 осіб (2684 чоловіків й 2855 жінок). Тоді до складу Маницького юрту відносилися:
- Маницька станиця положена над річкою Манич у 25 верстах від Новочеркаська налічувала 679 дворових садиб, 138 недворових садиб; 3730 осіб (1783 чоловіків й 1947 жінок);
- Малозападенський хутір був положений над Малозападенським озером у 50 верстах від Новочеркаськ налічував 102 дворові садиби, 11 кибиток й 1 недворова садиба; 663 особи (335 чоловіків й 328 жінок);
- Княжівський хутір був положений над урочищем Княжний Курган у 32 верстах від Новочеркаська налічував 73 дворових садиб, 6 бездворових садиб; 398 осіб (199 чоловіків й 199 жінок);
- Камишуватський хутір був положений над балкою Камишуваткою у 55 верстах від Новочеркаська налічував 31 дворову садибу; 173 особи (86 чоловіків й 87 жінок);
- Тузлівський хутір був положений над річкою Манич у 40 верстах від Новочеркаська налічував 28 дворових садиб, 2 бездворові садиби; 157 осіб (79 чоловіків й 78 жінок);
- Хохлатівський хутір був положений над урочищем Хохлатовські бугри у 30 верстах від Новочеркаська налічував 31 дворову садибу; 129 осіб (63 чоловіки й 66 жінок);
- Леонівський хутір був положений над урочищем Верхньо-Княжний єрик у 34 верстах від Новочеркаська налічував 19 дворових садиб, 2 кибиток й 2 недворових садиб; 116 осіб (55 чоловіків й 61 жінок);
- Воровськобалкський хутір положений над Воровською балкою у 37 верстах від Новочеркаська налічував 11 дворових садиб; 52 осіб (22 чоловіки й 30 жінок);
- Родниківський хутір був положений над урочищем Родники у 55 верстах від Новочеркаська налічував 5 дворових садиб й 2 кибиток; 51 осіб (26 чоловіків й 25 жінок);
- Тарасівський хутір положений над урочищем Тарасівські кургани за 45 верст від Новочеркаська; на хуторі розміщена залізнична станція Синявська; 4 дворових господарств й 5 кибиток; 44 осіб (25 чоловіків та 19 жінок);
- Бурдюгівський хутір був положений над Смілою балкою у 50 верстах від Новочеркаська налічував 2 дворові садиби; 18 осіб (9 чоловіків й 9 жінок);
- Поляківський хутір був положений над балкою Полячка у 60 верстах від Новочеркаська налічував 1 дворову садибу; 8 осіб (2 чоловіки й 6 жінок).

Маницька станиця тепер розташована у Багаєвському районі й є центров Маницького сільського поселення. У сучасному Багаєвському районі розташовані: Середньо-Княжий, потім Княжівський хутір - тепер Красний, Леонівський хутір згодом перейменовано на Княжівсько-Леонів, Тузлівський хутір - тепер Тузлуков, Воровськобалкський хутір - тепер Зелена Роща.
У Веселівському районі розташовані Малозападнський хутір - тепер Мала Западенка.
У Кагальницькому районі розташовані: Полячківський хутір - тепер Раково-Таврійський.